# Список номинантов на премию «Большая книга» 2011 года
Список номинантов на премию «Большая книга», попавших в длинный список премии «Большая книга» в сезоне 2010—2011 года.
На соискание премии было выдвинуто 375 рукописей и книг из 42 регионов России и 14 стран ближнего и дальнего зарубежья, из которых 40 произведений 39 авторов попали в «длинный список», представленный 20 апреля в любимой московской пельменной Иосифа Бродского на улице Красина.
На традиционном Литературном обеде в ГУМе 25 мая был представлен Список финалистов.
Победители объявлены на торжественной церемонии в Доме Пашкова 29 ноября 2011 года.
Список представлен в следующем виде — Победители, Список финалистов (кроме Победителей), Длинный список (кроме Победителей и Списка финалистов). Для каждого номинанта указано название произведения, а для рукописей — их авторы (по возможности).

## Победители
1. Михаил Шишкин — роман «Письмовник», Первое место, Приз читательских симпатий (первое место) (Издательство «Астрель»)
2. Владимир Сорокин — повесть «Метель», Второе место (Издательство «АСТ»)
3. Дмитрий Быков — роман «Остромов, или Ученик чародея», Третье место, Приз читательских симпатий (второе место) (Издательство «ПРОЗАиК»)
4. Питер Мейер (американский издатель) — Специальная премия «За вклад в литературу»
5. Фазиль Искандер — Специальная премия «За честь и достоинство»

## Список финалистов
1. Юрий Арабов — «Орлеан» (Журнал «Октябрь»)
2. Юрий Буйда — «Синяя кровь», Приз читательских симпатий (третье место) (Журнал «Знамя»)
3. Дмитрий Данилов — «Горизонтальное положение» (Журнал «Новый мир»)
4. Сергей Кузнецов — «Хоровод воды» (Издательство «Астрель»)
5. Ольга Славникова — «Лёгкая голова» (Издательство «Астрель»)
6. Алексей Слаповский — «Большая книга перемен» (Журнал «Волга», Саратов)
7. Сергей Солоух — «Игра в ящик» (Издательство «Время»)

## Длинный список
В скобках указан номинатор на премию.
1. Наринэ Абгарян — «Манюня» (Издательство «Астрель-Санкт-Петербург»)
2. Каринэ Арутюнова (Рукопись № 157) — «Пепел красной коровы» (Издательство «КоЛибри»)
3. Андрей Аствацатуров — «Скунскамера» (Издательство «Ад Маргинем»)
4. Юрий Буйда — «Жунгли» (Издательство «Эксмо»)
5. Даниил Гранин — «Всё было не совсем так...» (Издательство «ОЛМА Медиа Групп»)
6. Лев Данилкин — «Юрий Гагарин» (Издательство «Молодая гвардия»)
7. Алексей Евдокимов — «Слава богу, не убили» (Издательство «ПРОЗАиК»)
8. Олег Зайончковский — «Загул» (Издательство «Астрель»)
9. Елена Катишонок (Рукопись № 213) — «Когда уходит человек» (Издательство «Время»)
10. Тимур Кибиров — «Лада, или Радость: Хроника верной и счастливой любви» (Член Литературной академии)
11. Наталья Ключарёва — «Деревня дураков» (Издательство «АСТ»)
12. Дмитрий Колодан — «Время Бармаглота» (Издательство «Снежный Ком М»)
13. Сергей Лебедев — «Предел забвения» (ИД «Первое сентября»)
14. Ольга Лукас — «Тринадцатая редакция» (Издательство «РИПОЛ классик»)
15. Александр Мелихов (Рукопись № 128) — «Тень отца» (Член Литературной академии)
16. Александр Нилин — «Спортивный интерес», «Красная машина» («Московский комсомолец»)
17. Владимир Новиков — «Александр Блок» (Автор)
18. Денис Осокин (Рукопись № 163) — «Овсянки» (Издательство «КоЛибри»)
19. Марина Палей — «Хор» (Журнал «Волга», Саратов)
20. Виктор Пелевин — «Ананасная вода для прекрасной дамы» (Член Литературной академии)
21. Андрей Рубанов — «Психодел» (Издательство «Астрель»)
22. Тим Скоренко — «Сад Иеронима Босха» (Издательство «Снежный Ком М»)
23. Наталия Соколовская (Рукопись № 164) — «Любовный канон» (Издательская группа «Азбука-Аттикус», Санкт-Петербург)
24. Виктор Строгальщиков — «Долг» (Издательство «Время»)
25. Дмитрий Тростников — «Знаменитость» (Автор)
26. Людмила Улицкая — «Зелёный шатёр» (Издательство ВГБИЛ им. Рудомино)
27. Маргарита Хемлин — «Крайний» (Издательство ВГБИЛ им. Рудомино)
28. Максим Чертанов — «Хемингуэй» (Издательство «Молодая гвардия»)
29. Сергей Шаргунов (Рукопись № 192) — «Книга без фотографий» (Издательство «Альпина нон-фикшн»)
30. Глеб Шульпяков — «Фес» (Издательство «Время»)